# U-485
U-485 – niemiecki okręt podwodny (U-Boot) typu VII C z okresu II wojny światowej. Okręt wszedł do służby w 1944 roku. Jedynym dowódcą był Oblt. Friedrich Lutz.
U-486 był jednym z niewielu niemieckich okrętów podwodnych wyposażonych w gumową powłokę Alberich mającą na celu zmniejszenie możliwości wykrycia okrętu przez jednostki nieprzyjaciela.

## Historia
Wcielony do 5. Flotylli U-Bootów celem szkolenia załogi, od listopada 1944 roku w 11. Flotylli jako jednostka bojowa.
Odbył trzy patrole bojowe, podczas których nie zatopił żadnej jednostki przeciwnika.
Poddany 12 maja 1945 roku w Gibraltarze, przebazowany do Loch Ryan (Szkocja). Zatopiony 8 grudnia 1945 roku podczas operacji Deadlight.